# フォレスト・ヒルズ-71番街駅
フォレスト・ヒルズ-71番街駅（以前は71番街-コンチネンタル・アベニュー駅）は、ニューヨーク市地下鉄INDクイーンズ・ブールバード線の急行停車駅で、クイーンズ区フォレスト・ヒルズのクイーンズ・ブールバード - 71番街交差点にある。終日E系統およびF系統が運行されている。また、深夜帯以外にはR系統、平日の深夜帯以外にはM系統も運行されている。当駅はR系統およびM系統の終端駅である。

## 歴史
クイーンズ・ブールバード線は市営のインディペンデント・サブウェイ・システム（IND）で最初に建設された路線の一つで、マンハッタンのIND8番街線 とクイーンズ区ジャマイカのジャマイカ-179丁目駅を結んでいる。クイーンズ・ブールバード線は公共事業局から2,500万ドルの融資と債務保証を受けて建設されたが、その中で71番街にも駅が設けられる計画になっていた。1920年代末に地下鉄の延伸計画が明るみに出ると不動産価格はたちまち上がり、沿線開発のため古い建物は次々に取り壊されていった。1930年にはクイーンズ・ブールバード線の建設が進むにつれてクイーンズ・ブールバード沿いでは土地区画整理が行われ、15階建てのアパートが建ち並ぶようになった。
当時のクイーンズ区長ジョージ・ハーヴェイは、地下鉄の開業によりクイーンズ・ブールバードは「クイーンズ区のパーク・アベニュー」になると予言した。地下鉄建設に合わせて宅地開発が進んだことから、全線開業後はミッドタウンから多くの移住者を引き寄せた。当駅周辺でもマンハッタンへの便が十分よかったため、フォレスト・ヒルズは住みよい街になっていった。
1936年12月31日にINDクイーンズ・ブールバード線は8駅5.6km（3.5マイル）に渡って延伸されて終端駅がジャクソン・ハイツ-ルーズベルト・アベニュー駅からユニオン・ターンパイク駅に移り、71番街駅はその途中駅として開業した。
2014年にメトロポリタン・トランスポーテーション・オーソリティはマンハッタン方面ホームに信号扱所を新設した。これに合わせて駅全体が障害を持つアメリカ人法に適合するよう改修され、地上・メザニン・ホームを結ぶエレベーターが設置された。工事は3ヶ月ほど遅れたものの 、2014年3月に完工した。だが、エレベーターのテープカットは2014年5月まで行われなかった。

## 駅構造
| G          | 地上階                                 | 出入口 |
| M          | メザニン                               | 改札、駅員詰所、メトロカード自動券売機 (エレベーター、クイーンズ・ブールバード南側の70番ロードと71番街の間)                                                                                                  |
| P ホーム階 | 南行緩行線                             | ← ワールド・トレード・センター駅行き（深夜帯）（67番街駅） ← ミドル・ヴィレッジ-メトロポリタン・アベニュー駅行き（平日日中・当駅始発）（67番街駅） ← ベイ・リッジ-95丁目駅行き（日中・当駅始発）（67番街駅） |
| P ホーム階 | 島式ホーム、到着番線に応じたドアが開く | |
| P ホーム階 | 南行急行線                             | ← ワールド・トレード・センター駅行き（ジャクソン・ハイツ-ルーズベルト・アベニュー駅） ← コニー・アイランド-スティルウェル・アベニュー駅行き（ジャクソン・ハイツ-ルーズベルト・アベニュー駅）                 |
| P ホーム階 | 北行急行線                             | → ジャマイカ・センター-パーソンズ/アーチャー駅行き（平日：キュー・ガーデン-ユニオン・ターンパイク駅、週末：75番街駅） → → ジャマイカ-179丁目駅行き （75番街駅） →                                            |
| P ホーム階 | 島式ホーム、到着番線に応じたドアが開く | |
| P ホーム階 | 北行緩行線                             | → ジャマイカ・センター-パーソンズ/アーチャー駅行き（深夜帯）（75番街駅） → → （深夜帯以外）、（平日）当駅止まり →                                                                                            |

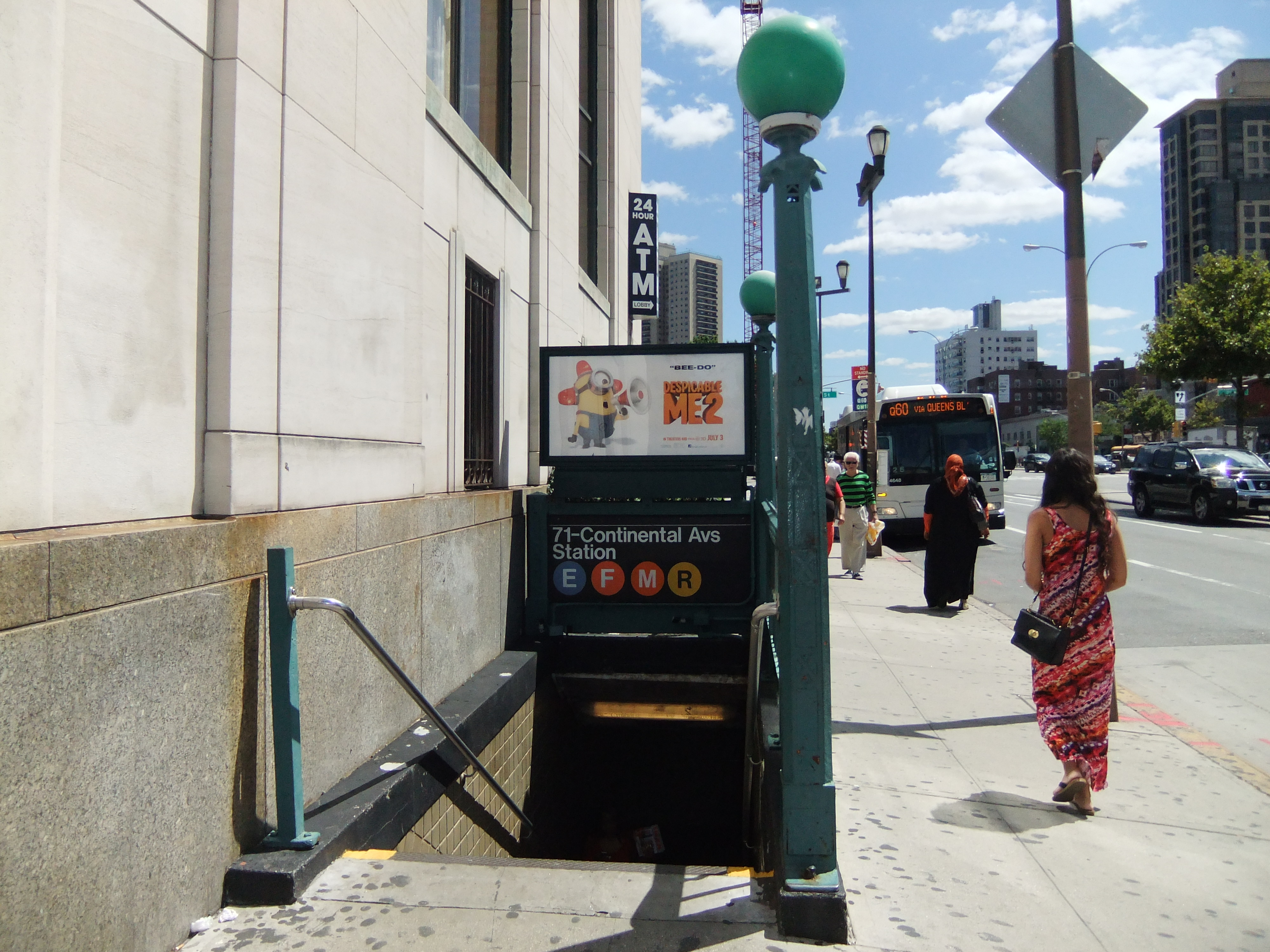
階段

当駅は島式ホーム2面4線の地下駅である。M系統とR系統の終端駅であり、これらは外側の線路に停車する。東側で上り/下りとも緩行線と急行線の間に1線ずつ増えるが、この2線は地下深くに潜った後さらに4線に分岐して75番街駅の下を通ってジャマイカ車庫に繋がっている。F系統は終日急行線に停車するが、東行は緩行線に転線してジャマイカ-179丁目駅に向かう。E系統も深夜帯以外は急行線を走行し、クイーンズ・プラザ駅まで急行運転を行う。E系統の東行は急行線を走行してジャマイカ・センター-パーソンズ/アーチャー駅、またはジャマイカ-179丁目駅（ラッシュ時の一部の急行のみ）に向かうが、夕方および週末にはF系統と同様に緩行線に転線する。深夜帯のE系統は緩行線に停車する。
壁の緑色のラインの下に"71st AVE"と書かれている。また、柱の駅名標は"71 - Forest Hills"と"CONTINENTAL AVENUE - Forest Hills"の2種類が設置されている。
ホーム全長に渡ってメザニンが設置され、3か所改札がある。終日開いているのは東端付近のもので71番街-クイーンズ・ブールバード交差点南側に通じている。中央の改札は108丁目-71番街交差点に通じる。西端の改札からは70番ロード-クイーンズ・ブールバード交差点に出る階段がある。また、メザニンから各ホームへは階段が7つ設置されている。
信号扱所とディスパッチャーの詰所が北行ホーム東端に設置されているほか、南行ホーム中央にディスパッチャーの詰所が設置されている。

## 駅名について
現行のMTA路線図や時刻表では当駅はフォレスト・ヒルズ-71番街駅となっているが、以前は「コンチネンタル・アベニュー」（フォレスト・ヒルズ・ガーデン近郊での71番街の別名）が名前に含まれており、R32型電車のような古い車両の行先表示幕にもそれが残っている。2011年までは、ホームの駅名標も「71番街-コンチネンタル・アベニュー-フォレスト・ヒルズ」（71–Continental Av–Forest Hills）になっていた。

## 見どころ
近隣の見どころとしては以下の場所がある。
- 駅の南にはフォレスト・ヒルズのビジネス街をなすオースティン・ストリートがある[20]。
- ロングアイランド鉄道フォレスト・ヒルズ駅がバーンズ・ストリートのフォレスト・ヒルズ・ガーデンにあるステーション・スクエアにある.[19][20]。
- ウェストサイド・テニスクラブには、1977年まで全米オープンテニスが開催されていたフォレスト・ヒルズ・スタジアムがある[19][20]。